# Kato Svanidze

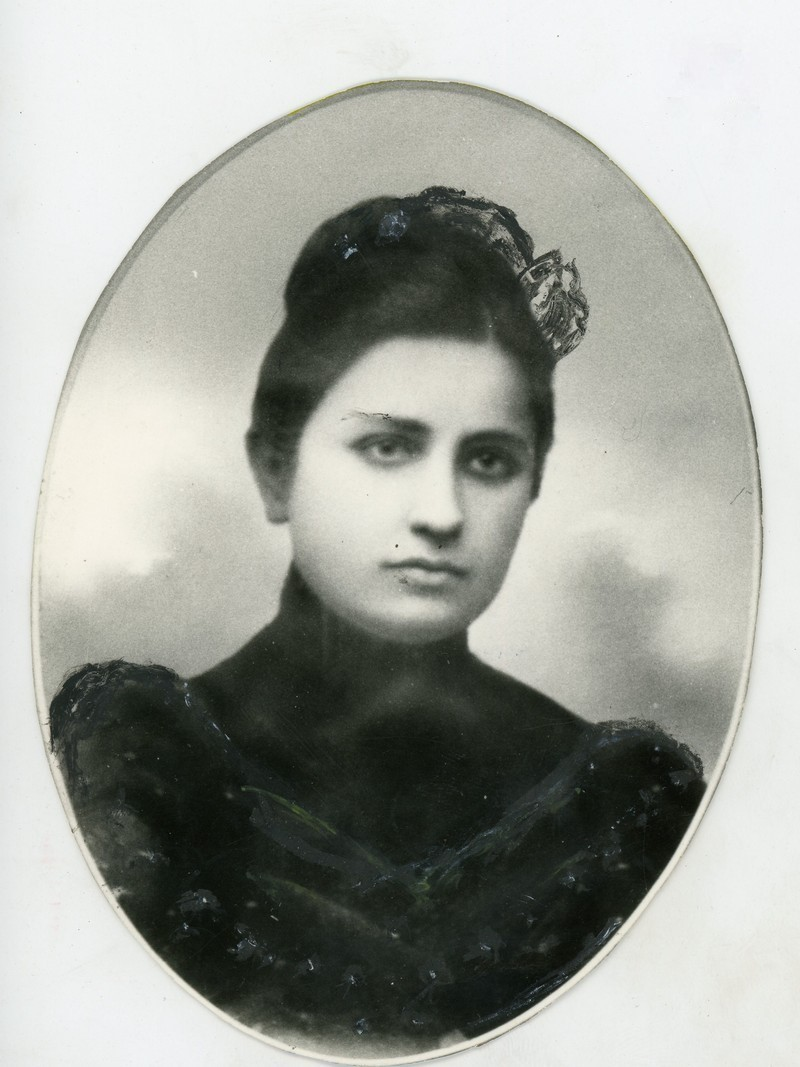
Kato Svanidze, 1904

Jekaterina Semjonovna (Kato) Svanidze (Georgisch: ქეთევან სვანიძე; Russisch: Екатерина Семёновна Сванидзе) (Badzji, regio Ratsja, Georgië, 2 april 1885 – Tiflis, 5 december 1907) was de eerste vrouw van Jozef Stalin, de latere leider van de Sovjet-Unie.

## Leven
Kato Svanidze werd geboren in een klein dorpje in de noordwestelijke Georgische regio Ratsja, in een gezin uit de lagere adel. Haar vader was leraar, haar moeder kleermaakster. Ze had twee oudere zussen en een broer, Alexander, een historicus die later nog een rol zou spelen in de Sovjetpolitiek. De drie zussen waren net als hun moeder vaardige kleermaaksters en dreven aan het begin van de twintigste eeuw een haute-couture-salon in Tiflis.
Alexander was een schoolvriend van Stalin. Via Alexander werd de jonge Stalin, toen nog een onbekende agitator, in 1905 geïntroduceerd in de familie van de Svanidzes. In 1906 huwde hij met Kato, die al snel zwanger raakte en in maart 1907 het leven schonk aan een zoon, Jakov. Kort daarna, in november 1907, overleed ze in Stalins armen aan tyfus, 22 jaar oud. Stalin zou zich bij haar begrafenis uit wanhoop op de kist hebben gestort, zeggende: "Dit schepsel wist mijn stenen hart zachter te maken, maar ze is gestorven en met haar stierven mijn laatste warme gevoelens voor het mensdom". Later stelde hij meermaals dat zijn moeder en Kato de enige personen in zijn leven waren die hij werkelijk had liefgehad.

## Galerij

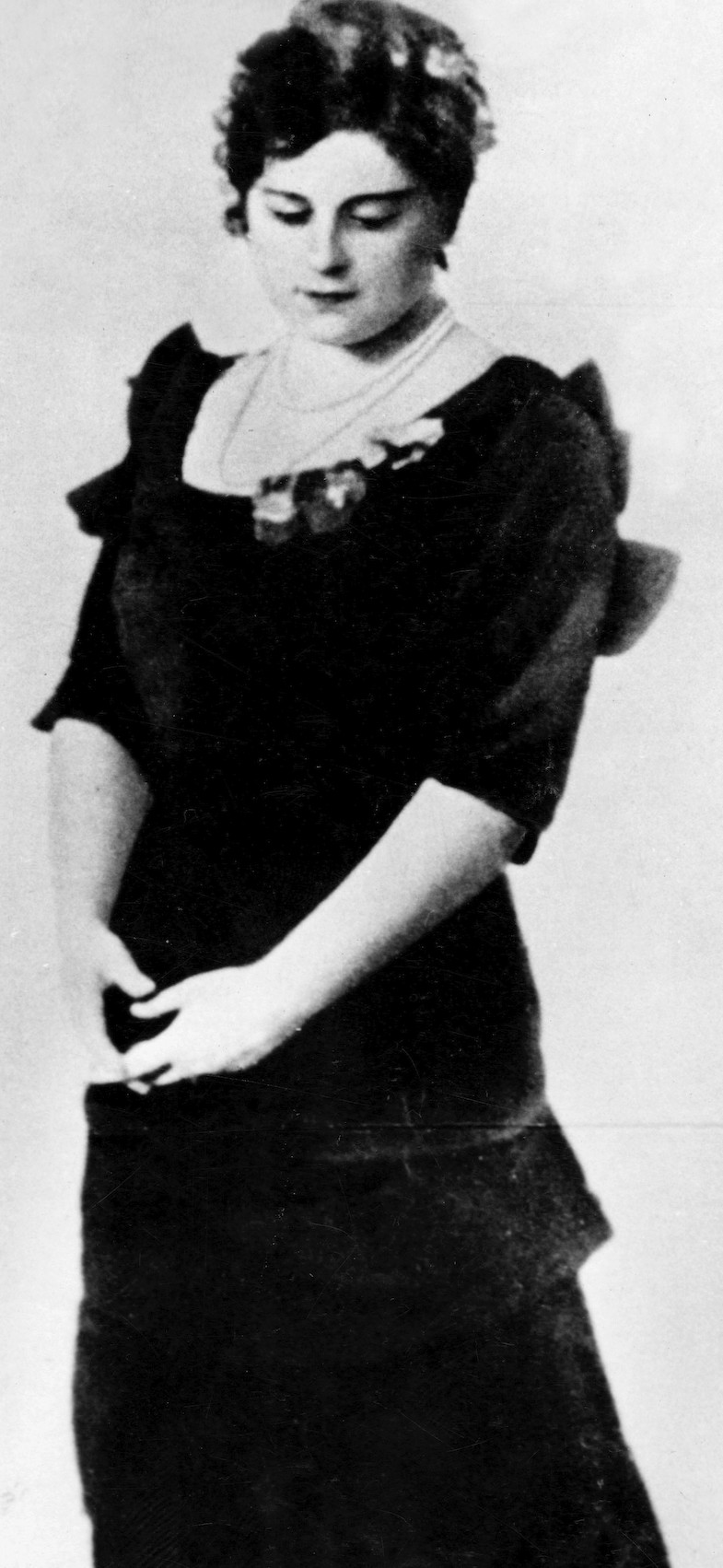
Kato Svanidze, ca. 1905
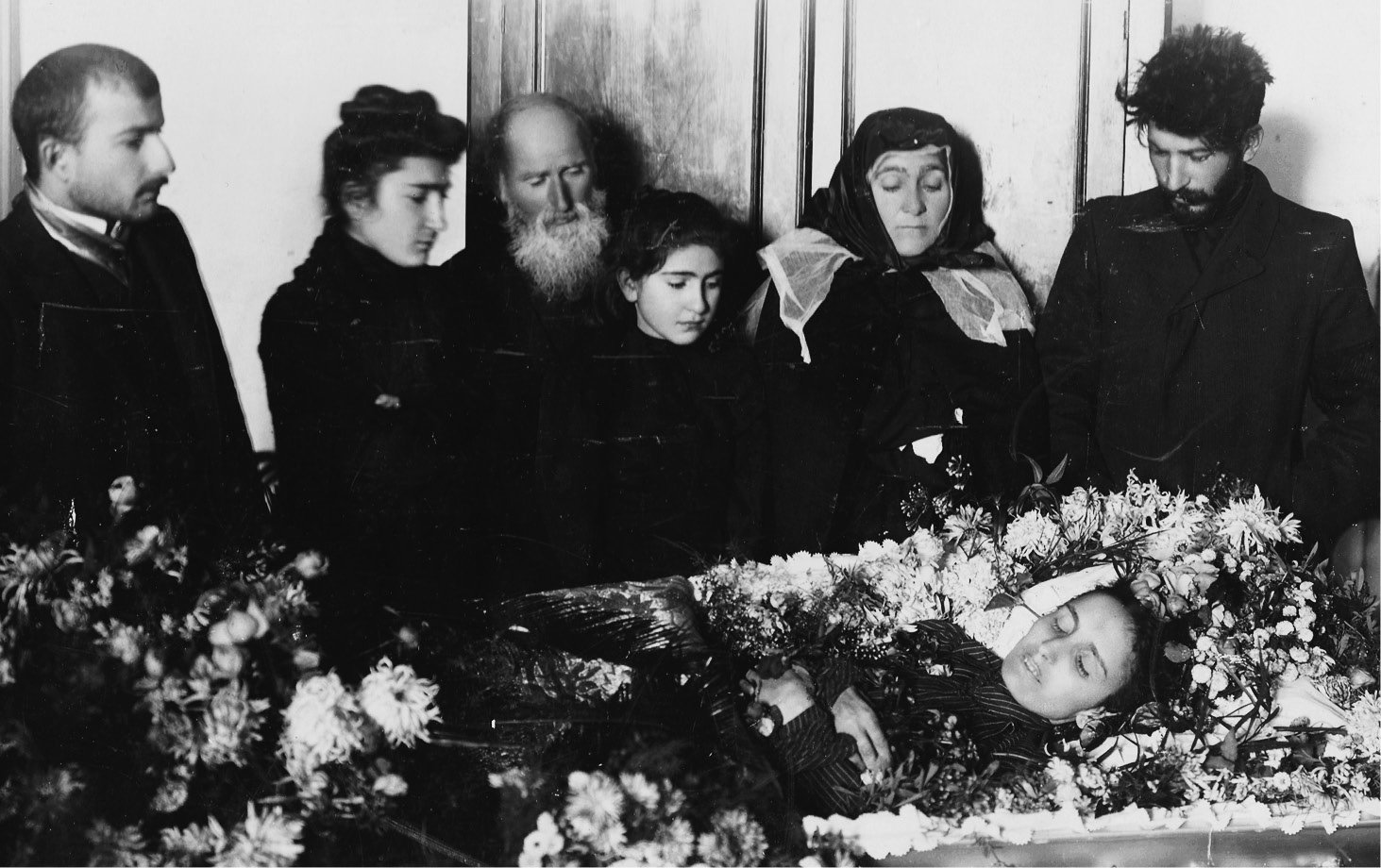
Begrafenis met rechts Stalin